# Payback (2014)
Payback (2014) — второе в истории шоу Payback, PPV-шоу производства американского рестлинг-промоушна WWE. Оно состоялось 1 июня 2014 года на «Олстейт-арена» в городе Розмонт, Иллинойс, США.

## Результаты
| №                                 | Матч | Тип матча                                                                 | Время |
| --------------------------------- | --- | ------------------------------------------------------------------------- | ----- |
| Kickoff                           | Эль Торито (c Диего и Фернандо) победил Хорнсвоггла (Хитом Слейтером, Дрю Макинтайром и Джиндером Махалом) | Маска против Волос                                                        | 07:06 |
| 1                                 | Шеймус (с) победил Сезаро (с Полом Хейманом)                                                               | Одиночный матч за титул чемпиона Соединённых Штатов WWE                   | 11:36 |
| 2                                 | РайбАксель (Райбек и Кёртис Аксель) победили Коди Роудса и Голдаста                                        | Командный матч                                                            | 07:48 |
| 3                                 | Русев (с Ланой) победил Биг И по болевому                                                                  | Одиночный матч                                                            | 03:37 |
| 4                                 | Бо Даллас против Кофи Кингстона закончился без результата                                                  | Одиночный матч                                                            | 00:36 |
| 5                                 | «Плохие Новости» Барретт (с) победил Роба Ван Дама                                                         | Одиночный матч за титул интерконтинентального чемпиона WWE                | 09:30 |
| 6                                 | Джон Сина (с Братьями Усо (Джимми и Джей)) победил Брэя Уайатта (с Люком Харпером и Эриком Роуэном)        | Матч по правилам «До последнего на ногах» (англ. Last Man Standing match) | 24:15 |
| 7                                 | Пэйдж (с) победила Алишу Фокс                                                                              | Женский матч за титул чемпионки Див                                       | 06:30 |
| 8                                 | Щит (Дин Эмброус, Сет Роллинс и Роман Рейнс) победил Эволюцию (Игрок, Рэнди Ортон и Батиста)               | Командный матч 3x3 без ограничений на выбывание                           | 30:56 |
| (c) — чемпион на момент поединка. | |                                                                           |       |

### Командный матч 3х3 без дисквалификаций на выбывание
| № вылета   | Рестлер                                      | Команда                                      | Кем уничтожен                                | Прием                                        | Время                                        |
| ---------- | -------------------------------------------- | -------------------------------------------- | -------------------------------------------- | -------------------------------------------- | -------------------------------------------- |
| 1          | Батиста                                      | Эволюция                                     | Сетом Роллинсом                              | Гарпун от Романа Рейнса                      | 27:31                                        |
| 2          | Рэнди Ортон                                  | Эволюция                                     | Дином Эмброусом                              | Headlock Driver на стул                      | 28:38                                        |
| 3          | Triple H                                     | Эволюция                                     | Романом Рейнсом                              | Гарпун от Романа Рейнса                      | 30:56                                        |
| Победители | Щит (Дин Эмброус, Роман Рейнс и Сет Роллинс) | Щит (Дин Эмброус, Роман Рейнс и Сет Роллинс) | Щит (Дин Эмброус, Роман Рейнс и Сет Роллинс) | Щит (Дин Эмброус, Роман Рейнс и Сет Роллинс) | Щит (Дин Эмброус, Роман Рейнс и Сет Роллинс) |